# Musoduro
Musoduro è un film italiano del 1953 diretto da Giuseppe Bennati.